# Moussa Diabaté
Moussa Diabaté (Paris, 21 de janeiro de 2002) é um basquetebolista francês que atualmente joga no Charlotte Hornets da National Basketball Association (NBA) e no Greensboro Swarm da G-League.
Ele jogou basquete universitário pela Universidade de Michigan e foi selecionado pelo Los Angeles Clippers como a 43º escolha geral no draft da NBA de 2022.

## Início da vida
Nascido em Paris, filho de pais malineses e guineenses, Diabaté começou a jogar basquete aos 12 anos no Sporting Club Maccabi de Paris. Depois de alguns meses, ele se mudou para o USD Charonne, onde seu interesse pelo esporte se formou, e mais tarde competiu pelo Saint Charles de Charenton Saint Maurice. Aos 14 anos, ele se mudou para os Estados Unidos para avançar em sua carreira no basquete. Na oitava série, ele se juntou ao programa de ensino médio da Montverde Academy em Montverde, Flórida. No início, ele não falava inglês e lutou para se adaptar ao estilo americano de jogo.

## Carreira no ensino médio
Como calouro no ensino médio, Diabaté jogou pela Florida Preparatory Academy em Melbourne, Flórida. Em sua segunda temporada, ele se transferiu para a DME Academy em Daytona Beach, Flórida. Diabaté pegou 30 rebotes em um jogo contra Marshall County High School. No segundo ano, ele teve médias de 17,9 pontos, 11,1 rebotes e 2,2 assistências.
Para sua terceira temporada, ele se mudou para a IMG Academy em Bradenton, Flórida e teve médias de 14,5 pontos e 7,0 rebotes. Em sua última temporada, ele teve médias de 14,1 pontos e 7,5 rebotes e levou seu time a um recorde de 21–3.

### Recrutamento
Diabaté foi um recruta de cinco estrelas de consenso e um dos principais alas-pivôs da classe de 2021. Em 9 de novembro de 2020, ele se comprometeu a jogar basquete universitário pela Universidade de Michigan e rejeitando as ofertas do Arizona, Kentucky e Memphis, entre outros.

## Carreira universitária
Em 20 de fevereiro de 2022, Diabaté se envolveu na confusão pós-jogo após uma derrota de 77-63 para Wisconsin e pareceu dar socos. Ele foi suspenso por um jogo pela Big Ten Conference por seu papel na briga. Diabaté foi nomeado para a Equipe de Calouros da Big Ten após ter médias de 9,0 pontos e 6,0 rebotes. Em 25 de abril de 2022, ele se declarou para o draft da NBA de 2022, mantendo sua elegibilidade universitária. No entanto, em 1º de junho de 2022, Diabaté anunciou que permaneceria no draft e abriria mão de sua elegibilidade restante.

## Carreira profissional

### Los Angeles Clippers (2022–2024)
Diabaté foi selecionado pelo Los Angeles Clippers como a 43ª escolha geral no draft da NBA de 2022. Em sua estreia na Summer League, Diabaté registrou dez pontos e sete rebotes em uma vitória de 94-76 sobre o Memphis Grizzlies. Em 22 de julho de 2022, Diabaté assinou um contrato de duas vias com os Clippers e seu afiliado na G-League, Ontario Clippers.
Em 14 de dezembro, ele foi nomeado Jogador da Semana da G-League por um par de esforços de 20 pontos e 20 rebotes. Em 17 de dezembro, em seu 8º jogo da NBA, com Paul George, Ivica Zubac, Reggie Jackson e Norman Powell impossibilitados de jogar, ele fez sua primeiro jogo como titular em casa contra o Washington Wizards. Após a temporada, ele foi nomeado para a Equipe de Novatos da G-League. Ele também foi nomeado para a Terceira-Equipe da G-League da pós-temporada.
Em 14 de julho de 2023, Diabaté assinou outro contrato de duas vias com os Clippers.

### Charlotte Hornets (2024–presente)
Em 31 de julho de 2024, Diabaté assinou um contrato de duas vias com o Charlotte Hornets e com seu afliado da G-League, Greensboro Swarm.

## Carreira na seleção
Diabaté levou a Seleção Francesa ao quarto lugar no EuroBasket Sub-16 de 2018 em Novi Sad, Sérvia. Ele teve médias de 11,1 pontos e 10,3 rebotes, registrando 16 pontos e 17 rebotes contra a Sérvia nas quartas de final. No EuroBasket Sub-18 de 2019 em Volos, Grécia, ele teve médias de 13,1 pontos, 11,1 rebotes e 2,1 bloqueios e levou a França ao quinto lugar. Em uma vitória na fase de grupos sobre a Grécia, Diabaté registrou 14 pontos e 20 rebotes.

## Estatísticas da carreira

### NBA

#### Temporada regular
| Ano      | Equipe        | PJ | PT | MPJ | AP   | 3P   | LL   | RT  | AS | BR | TO | PPJ |
| -------- | ------------- | -- | -- | --- | ---- | ---- | ---- | --- | -- | -- | -- | --- |
| 2022–23  | L.A. Clippers | 22 | 1  | 8.9 | .511 | .500 | .625 | 2.3 | .2 | .3 | .4 | 2.7 |
| 2023–24  | L.A. Clippers | 11 | 0  | 5.8 | .526 | —    | .643 | 2.2 | .4 | .5 | .1 | 2.6 |
| Carreira | Carreira      | 33 | 1  | 7.3 | .518 | .500 | .634 | 2.2 | .3 | .4 | .2 | 2.6 |

### Universidade
| Ano     | Equipe   | PJ | PT | MPJ  | AP   | 3P   | LL   | RT  | AS | BR | TO | PPJ |
| ------- | -------- | -- | -- | ---- | ---- | ---- | ---- | --- | -- | -- | -- | --- |
| 2021–22 | Michigan | 32 | 26 | 24.9 | .542 | .214 | .619 | 6.0 | .8 | .3 | .9 | 9.0 |

## Links externos
- Biografia do Michigan Wolverines